# Eodicynodon
Eodicynodon és un gènere extint de sinàpsids dicinodonts de la família dels eodicinodòntids (Eodicynodontidae) que visqueren a Àfrica durant el Permià mitjà, fa entre 264,3 i 266,9 milions d'anys. Se n'han trobat restes fòssils a les províncies sud-africanes del Cap Occidental, el Cap Oriental i el Cap Septentrional. És el tàxon germà de Suminia. Així mateix, és el dicinodont més antic i plesiomorf conegut. Era més aviat petit, amb una llargada del crani d'uns 10 cm. Es nodria de matèria vegetal. El nom genèric Eodicynodon significa ‘dues dents de gos de l'alba’ o, menys literalment, ‘Dicynodon de l'alba’.